# Inanimatus Conjurus
De Inanimatus Conjurusspreuk is een toverspreuk uit de Harry Potter-boekenreeks van de Britse schrijfster J.K. Rowling. Met de spreuk kunnen levenloze voorwerpen tot leven worden gewekt.

## Voorkomen in de boeken
De Inanimatus Conjurusspreuk wordt behandeld tijdens de lessen Gedaanteverwisselingen in het boek Harry Potter en de Orde van de Feniks. De vijfdejaarsstudenten moesten huiswerk maken over de spreuk. Ook in de Slag om Zweinstein wordt de spreuk gebruikt door professor Anderling. Ze laat een stel schoolbanken en harnassen tot leven komen om mee te vechten tegen de Dooddoeners.
Om de spreuk goed te laten lukken dienen de personages zich goed te concentreren op het voorwerp.

## Herkomst
Inanimus is Latijn voor 'levenloos', Conjure is Engels voor 'toveren'.